# Liste der Mitglieder der American Academy of Arts and Sciences/1789
Im Jahr 1789 wählte die American Academy of Arts and Sciences 19 Personen zu ihren Mitgliedern.

## Neugewählte Mitglieder
- Pedro Francisco Jimenez de Gongora y Lujan Almodovar del Rio (1727–1794)
- Nathaniel Walker Appleton (1755–1795)
- William Baylies (1743–1826)
- Charles Blagden (1748–1820)
- Jacques Pierre Brissot de Warville (1754–1793)
- Antoine Marie Cerisier (1749–1828)
- Samuel Danforth (1740–1827)
- Charles William Frederick Dumas (1721–1796)
- John Haygarth (1740–1827)
- Edmund Jennings (1731–1819)
- Richard Kirwan (1733–1812)
- Jean Luzac (1746–1807)
- Archibald Maclaine (1722–1804)
- George Richards Minot (1758–1802)
- Thomas Percival (1740–1804)
- Frederik Willem Pestel (1724–1805)
- Marquis de Santa Cruz (1734–1802)
- Benjamin Thompson (1753–1814)
- Samuel Webber (1759–1810)